# Шестодневни рат
Шестодневни рат, познат и као Арапско-израелски рат 1967. или Јунски рат, вођен је између Израела с једне стране, и Египта, Јордана и Сирије с друге стране. Арапске државе Ирак, Саудијска Арабија, Судан, Тунис, Мароко и Алжир су такође оружјем и трупама помогли рат против Израела. Почео је израелским превентивним нападом на Египат, који је пре тога блокирао Тирански теснац проласку израелским бродовима и нагомилао снаге на Синају близу израелске границе. На крају рата, Израел је контролисао Појас Газе, Синајско полуострво, Западну обалу и Голанску висораван. Последице овог рата утичу на геополитичку ситуацију у регији све до данас.

## Позадина
Раздобље након Суецког рата није пролазило без сукоба Израела и околних арапских земаља. Између 1965. и 1967. године догодио се низ озбиљних инцидената на граници Израела са Сиријом и Јорданом. Сиријска подршка терористичким нападима палестинског Фатаха на јеврејска насеља у складу са већ устаљеном праксом изазвала је серију израелских војних одмазди на сиријској територији. Почетком 1967. учестали су напади сиријске артиљерије на Израел, а у априлу су вођени ваздушни двобоји између израелског и сиријског ваздухопловства у којем је срушено шест сиријских летелица. Нове тензије у односима с арапским суседима изазвала је израелска одлука да скрене део тока реке Јордан ради наводњавања пустиње Негев, на што су арапске земље 1965. године одлучиле да ослабе ток Јордана скретањем његових притока на својој територији.
Средином маја 1967. Египат је почео да концентрише своје војне снаге на Синајском полуострву упркос чињеници да су његове војне ефективе биле битно ограничене ангажманом у грађанском рату у Јемену у којем је учествовао са око 50 хиљада војника. На египатски су захтев 18. маја са Синаја повучене снаге УН-а, а пред крај истог месеца Египат је забранио пролазак израелским бродовима кроз Тирански пролаз и тако блокирао јужну израелску луку Еилат у Акабском заливу.
Након што су 30. маја 1967. јордански краљ Хусеин и египатски председник Насер потписали споразум којим су две војске стављене под заједничку команду, процене израелске обавештајне службе говориле су да је напад арапских земаља на Израел сасвим сигуран. Највећи страх израелска команда имала је од могућег истовременог рата на три ратишта, који је могао бити избегнут само превентивним израелским нападом. На темељу таквих оцена, израелско руководство на челу с премијером Левијем Ешколом је донело одлуку о брзој мобилизацији и груписању израелских снага за напад.

## Рат
Дана 5. јуна 1967. у 8 сати и 45 минута почели су изненадни удари израелског ратног ваздухопловства на десет египатских аеродрома, као и на сиријске и јорданске, па чак и на један ирачки војни аеродром. Тако су само током првог дана рата бомбардована 23 аеродрома у којима је уништено готово целокупно египатско, сиријско и јорданско ратно ваздухопловство. Тиме је већ у почетку акције остварена апсолутна израелска ваздушна надмоћ, која ће омогућити ваздухопловству да се идућих дана концентрише на подршку копненој војсци.
На јорданском ратишту непријатељства су почела јорданским гранатирањем израелских положаја и ваздушним нападима, а јордански авиони бомбардовали су Тел Авив. Првог дана рата око поднева израелске снаге су прешле на северу у напад у смеру града Џенина, који су следећег дана заузеле. На делу ратишта према Египту, израелске снаге су првог дана рата пробиле египатске одбрамбене линије и заузеле подручје појаса Газе. Израелске оклопне јединице су продрле уздуж обале Средоземног мора према Суецком каналу и упркос египатском отпору до краја дана стигле на 30 km од канала. Након више неуспелих противнапада, трећег дана рата египатске снаге су се повукле са Синајског полуострва према каналу, док су их Израелци нападали из ваздуха и са земље. Египатска јавност није била обавештена о стању на ратишту, већ је погрешно веровала да се догађаји одвијају у египатску корист. 
- Израелско-јорданскi фронт (5 - 7. јун 1967)
- Освајање Синаја (7 - 8. јун)
- Битка за Голанску висораван (9 - 10. јун)

У ноћи 6. јуна Израелци су избили на подручје Суецког канала код града Ел Куантарахе, а друга израелска група је заузела кланац Митла на средишњем делу Синаја. На крајњем југу Синајског полуострва Израелци су ваздушним десантом заузели град Шарм ел Шеик, чиме је отворен улаз у Акабски залив. На источном ратишту, Израелци су потиснули јорданску војску и заузели стари део града Јерусалима, а истог дана заузели су и Наблус и Ариху и изашли на западну обалу реке Јордан, чиме су се завршиле борбе на јорданском делу фронта. 
Четвртог дана рата на синајском ратишту израелске снаге одбиле су неколико слабих египатских противнапада и предвече истог дана су освојиле обалу Суецког канала у целој дужини. Посредовањем УН-а касно у ноћ истога дана прекинуте су борбе на синајском ратишту.
Сиријско ратиште је прва три дана рата мировало, што је у потпуности одговарало Израелу, који је тако оштрицу свог напада могао да усмери на Синајско полуострво. Оно је постало активно тек након што је Израел стабилизовао ситуацију на друга два ратишта, тако су 8. јуна Израелци прешли у масовни напад на сиријске положаје и исту ноћ су из три смера пробили сиријске положаје а следећег дана заузели су највеће сиријско утврђење Тел Тафар и отворили пут ка даљем продору према средишњим деловима Сирије. Наредног дана израелска војска је овладала целом Голанском висоравни. Посредовањем УН 10. јуна 1967. у 18 сати и 30 минута прекинута су борбена дејства на сиријском ратишту па је тако након 132 сата и 30 минута борбених дејстава завршен Шестодневни рат.

## Последице
У Шестодневном рату арапске су земље имале око 30 хиљада погинулих или несталих војника. Изгубљено је око 70 одсто наоружања и опреме, а посебно тешко су страдала ваздухопловства арапских земаља. Новонасталом ситуацијом израелска се војска опасно приближила трима арапским престоницама - Каиру на мање од 100 km а Дамаску и Аману на мање од 50 km. Израел је ратном победом стекао надзор над целим библијским подручјем Израела или четири пута већу територију од оне из 1949. након Првог арапско-израелског рата. Још милион палестинских Арапа је дошло под израелску власт, тако да је под израелском влашћу било 1,5 милиона Арапа. Израел је анектирао стари део Јерусалима, где је арапском становништву понуђен избор између израелског и јорданског држављанства, док је у Јудеји и Самарији (Западној обали) и појасу Газе успостављена војна власт.
За разлику од Јерусалима, арапском становништву у Јудеји и Самарији (Западној обали) и Гази није понуђено израелско држављанство, с обзиром на то да те територије нису биле анектиране. Израелска војна окупација новоосвојених подручја под Моше Дајаном на месту министра одбране показала се релативно благом. Палестинским је Арапима допуштен одређени ниво политичких слобода и остављене су им локалне институције власти а Израел није дирао ни у правне системе који су до окупације постојали, јордански на Западној обали и египатски у Гази. Арапско становништво се показало извором јефтине радне снаге за израелску привреду па је почела дневна миграција Арапа с окупираних подручја у израелске градове, која је потрајала три деценије.
Израел је објавио намеру да на новоосвојена подручја насели јеврејске становнике који су протерани у рату 1948. године. Израелски политичар Јигал Алон био је творац плана подизања јеврејских стамбених насеља на стратешки важним тачкама новоосвојених подручја, што је постало најважнији разлог неспремности Израела да се током мировног процеса деведесетих година повуче с окупираних подручја. Иако су у Шестодневном рату увелико смањене војне ефективе арапских земаља и потврђена израелска војна моћ, није дугорочно решен ниједан регионални проблем, већ је подручје и даље остало жариште, што се потврдило већ следећих месеци.
Уверљива израелска победа у рату 1967. године омогућила је Израелу да одбаци све покушаје нагодбе с арапским суседима. У новембру 1967. Савет безбедности Уједињених нација је донео резолуцију 242 којом је позвао Израел да се повуче с (већине) подручја освојених те године на одбрањиве границе у замену за трајан мир. Међутим, резолуцију су одбацили и Израел и арапске земље.

## Наоружање
Арапске армије су имале већином оружје совјетске производње, док је израелско било западног порекла. Доста је било и оружја из времена Другог светског рата.
| Врста       | Арапске војске                                    | Израел                                |
| ----------- | ------------------------------------------------- | ------------------------------------- |
| Тенкови     | Т-54 и Т-55, Т-62, ШтуГ III, Шерман, ПТ-76        | Шерман, Патон, Центурион, AMX         |
| Авиони      | МиГ-21, МиГ-19, МиГ-17, Су-7, Ту-16, Ил-28, An-12 | Суд Авиасион Вотур, Мираж, Мистер IV, |
| Хеликоптери | Ми-4, Ми-6, Ми-8                                  |                                       |